# Pianta medicinale

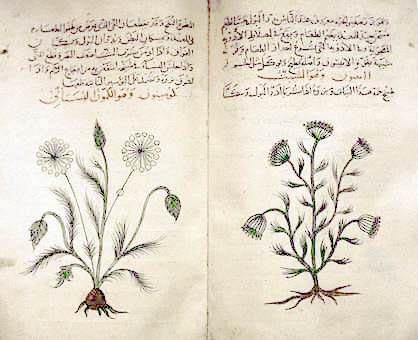
Erbario di Dioscoride di Anazarbo sulle proprietà curative delle erbe medicinali, Sulle erbe medicinali. Cumino e aneto, conservato al British Museum di Londra.

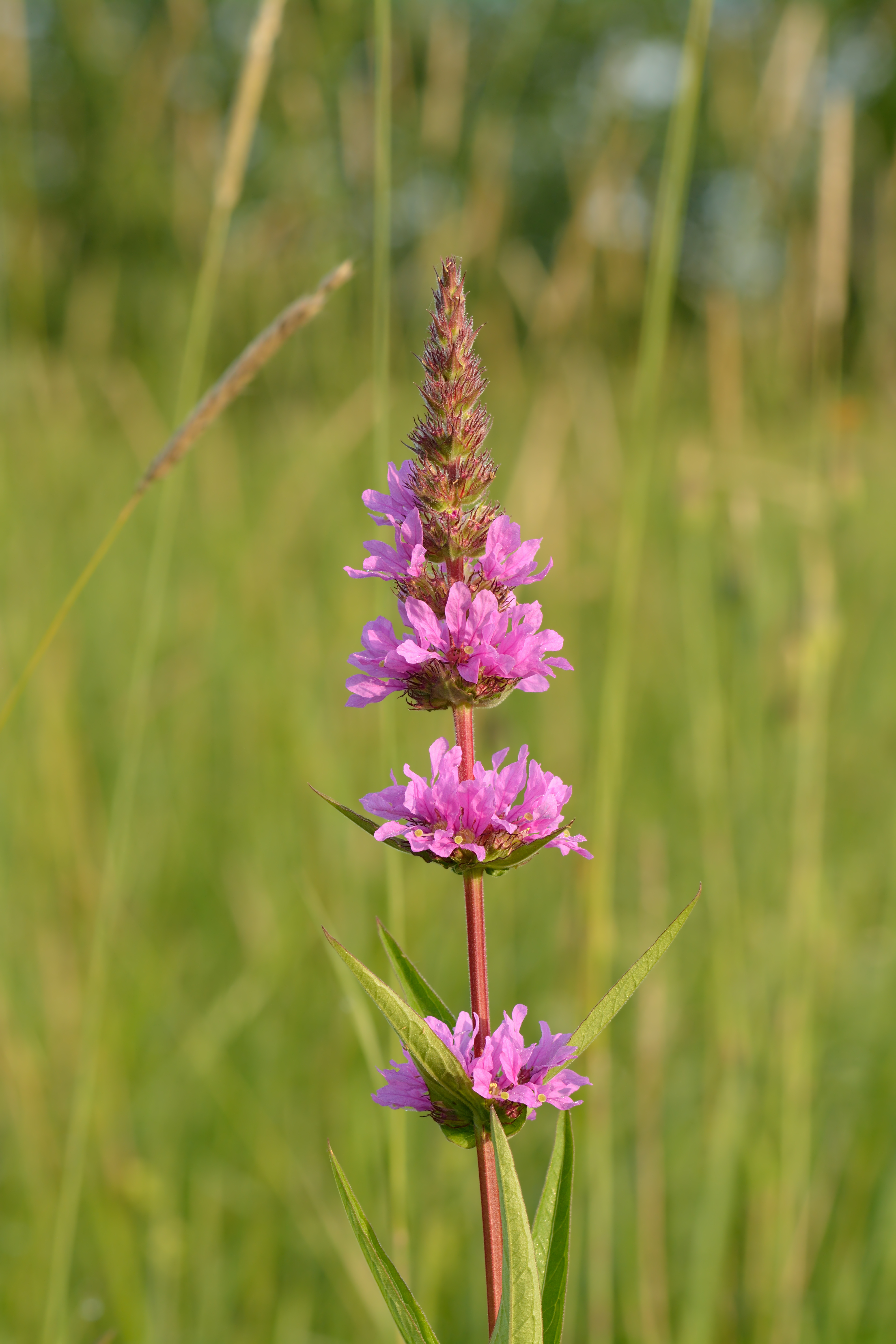
Lythrum salicaria

Una pianta medicinale, secondo l'Organizzazione Mondiale della Sanità (OMS), è un organismo vegetale che contiene in uno dei suoi organi sostanze che possono essere utilizzate a fini terapeutici, o che costituiscono i precursori di emisintesi di farmaci.
L'insieme delle interazioni dei principi attivi e dei coadiuvanti determina le azioni del fitocomplesso.
Secondo l'OMS ci sono circa 7 000 composti chimici presenti nelle piante, nella farmacologia moderna.

## Piante medicinali
Nel linguaggio comune si sovrappone l'uso dei termini pianta medicinale con pianta officinale, che indica piante utilizzate nelle officine farmaceutiche per la produzione di specialità medicinali.
Questa definizione è però abbastanza riduttiva, e l'utilizzo in ambienti accademici del termine pianta medicinale non fa più riferimento esclusivamente ad un utilizzo a scopo terapeutico delle sostanze contenute nelle piante, bensì dell'utilizzo della pianta o di estratti da essa derivati a scopo terapeutico.

## Piante in pericolo
Un'indagine scientifica internazionale promossa dall'Organizzazione mondiale della sanità all'inizio degli anni novanta, ha rilevato che circa 60.000 specie vegetali utilizzabili per la cura delle malattie sono in forte pericolo di estinzione. Di queste oltre 300 sono in Italia. Questo fatto richiede una maggiore attenzione alle piante medicinali, non solo quelle utilizzate nelle emisintesi, ma anche quelle che forniscono naturalmente componenti attivi applicabili nell'ambito della fitoterapia.

## Storia
Il più antico documento medico che tratta di piante è il "papiro di Ebers", risalente al 1500 a.C.. 
Gli egizi facevano largo uso di medicamenti di natura vegetale. Conoscevano la maggiorana, l'edera e la mirra.

Nell'antica Grecia, le conoscenze sulle piante erano mescolate con la filosofia naturale.
Uno dei più importanti scrittori greci antichi fu Eracleide, che descrisse alcune ricette, riprese in seguito da Aulo Cornelio Celso. Le radici studiate e messe in vendita vennero definite "farmacopoli" e si basavano soprattutto su nozioni tratte dai testi di Ippocrate di Coo e sugli scritti di botanica di Teofrasto.
Nell'antica Roma, già nel I secolo d.C. erano impiantati orti chiamati medicinali, in quanto si coltivavano piante sfruttate per le varie terapie mediche.

Nel IX secolo d.C., in Sicilia, grazie ai Saraceni vennero introdotte nuove tecniche idrauliche e di irrigazione, che consentirono l'introduzione di nuove piante officinali.

Gli arabi diedero un grande impulso all'alchimia medievale, principalmente per lo sviluppo farmaceutico di tinture e di distillati. 
Gli arabi furono i primi a tentare di organizzare la farmacopea: crearono un elenco di ricette descrivendo le proporzioni e le composizioni chimiche.

Al XI secolo risalgono i primi testi farmaceutici, in cui confluirono le influenze greche, romane e arabe, sintetizzate nella definizione delle operazioni fondamentali: lozione, decozione, infusione e triturazione. In questo periodo si diffuse l'uso delle spezie e delle droghe e la Scuola Medica Salernitana introdusse assieme alle pratiche chirurgiche anche una forma molto primitiva di anestesia, la cosiddetta spongia sonnifera. La Scuola salernitana per l'epoca una aveva buona capacità di selezionare le erbe.
La scienza della botanica nacque però solo agli inizi del Cinquecento, e fu legata alle scoperte geografiche, e alla introduzione della stampa. Si diffusero, in questo periodo i primi erbari moderni. Nel 1533, a Padova, fu istituita la prima cattedra di "botanica sperimentale". Mattioli redasse nel 1554 il più significativo tra i testi di botanica dell'epoca, che veniva ritenuto anche testo di medicina.
Nel Seicento, Pierre Magnol inserì nella classificazione le famiglie tassonomiche, suddividendo il mondo vegetale in settantasei gruppi. 

Nel secolo successivo, la spinta maggiore per il progresso della botanica avvenne grazie allo svedese Carl von Linné. Egli identificò le specie viventi, dividendole in classi, quindi in ordini e infine in generi.
I sistemi botanici attuali stanno infine basando finalmente la loro veridicità sull'analisi del DNA.